# Stone megye (Arkansas)
Stone megye az Amerikai Egyesült Államokban, azon belül Arkansas államban található. Megyeszékhelye és legnagyobb városa Mountain View. Lakosainak száma 12 359 fő (2020. április 1.). Stone megye Izard, Cleburne, Independence, Baxter, Searcy és Van Buren megyékkel határos.

## Népesség
A megye népességének változása:
| Lakosok száma | 12 419 | 12 585 | 12 661 | 12 581 | 12 456 | 12 359 |
|               | 2010   | 2011   | 2012   | 2013   | 2015   | 2020   |